# Daniel Charneux
Daniel Charneux, né le 30 novembre 1955 à Charleroi, est un écrivain belge francophone.
Entré en littérature en 2001 avec Une semaine de vacance, il a publié une dizaine de romans dont Nuage et eau, finaliste du prix Victor Rossel 2008.

## Biographie
Daniel Charneux publie en 2001 son premier roman, Une semaine de vacance (éditions Luc Pire, collection Embarcadère), qui reçoit en 2002 le Prix du Comité des Usagers de la Bibliothèque centrale du Hainaut.
Norma, roman (éditions Luce Wilquin, 2006) reçoit en 2007 le prix Charles Plisnier.
En 2008 : Nuage et eau (éditions Luce Wilquin) figure dans la sélection finale du Prix Victor-Rossel, du Rossel des Jeunes et du Prix des Lycéens. Ce roman imprégné par la pratique du bouddhisme zen reçoit en 2009 le Prix du Comité des Usagers de la Bibliothèque centrale du Hainaut et, en mars 2010, le Grand Prix Littéraire France – Communauté française de Belgique décerné par l’ADELF.
En 2009, Maman Jeanne (éditions Luce Wilquin), également sélectionné pour le prix des Lycéens, échoue à une voix du Prix Rossel des Jeunes. En 2016, la collection patrimoniale "Espace Nord" accueille Nuage et eau suivi de Maman Jeanne. La postface est de Françoise Chatelain.
En 2018, l'auteur reçoit le prix Gauchez-Philippot et le prix Alex Pasquier (décerné par l'Association des écrivains belges de langue française)  pour Si près de l'aurore, roman consacré à Jane Grey, la « reine de neuf jours »,.
En 2012, il intègre le jury du prix Charles Plisnier, dont il assure la coordination depuis 2019.